# Domaine public fluvial
Pour les articles homonymes, voir DPF.
Le domaine public fluvial (DPF) est un cas du domaine public en droit public français géré essentiellement par Voies navigables de France (VNF) qui est un établissement public de l'État à caractère administratif, sous tutelle du Ministère de l'écologie, et en partie par les Directions départementales des territoires (DDT), ces dernières dépendent du  Ministère de l'Écologie, du Développement durable et de l'Énergie.
Au Luxembourg le DPF est géré par le service de la navigation.